# Гипофосфат лития
Гипофосфат лития — неорганическое соединение,
соль лития и фосфорноватой кислоты
с формулой Li4P2O6,
слабо растворяется в воде,
образует кристаллогидраты — бесцветные кристаллы.

## Получение
- Реакция карбоната лития и фосфорноватой кислоты:

{\displaystyle {\mathsf {2Li_{2}CO_{3}+H_{4}P_{2}O_{6}\ {\xrightarrow {}}\ Li_{4}P_{2}O_{6}\downarrow +2CO_{2}\uparrow +2H_{2}O}}}
- Обменная реакция с гипофосфатом натрия:

{\displaystyle {\mathsf {4LiCl+Na_{4}P_{2}O_{6}\ {\xrightarrow {}}\ Li_{4}P_{2}O_{6}\downarrow +4NaCl}}}

## Физические свойства
Гипофосфат лития образует бесцветные кристаллы.
Слабо растворяется в воде.
Образует кристаллогидраты состава Li4P2O6•n H2O, где n = 1, 2, 6 и 7.

## Химические свойства
- Кристаллогидрат при нагревании ступенчато теряет воду:

{\displaystyle {\mathsf {Li_{4}P_{2}O_{6}\cdot 7H_{2}O\ {\xrightarrow[{-H_{2}O}]{120^{o}C}}\ Li_{4}P_{2}O_{6}\cdot 2H_{2}O\ {\xrightarrow[{-H_{2}O}]{200^{o}C}}\ Li_{4}P_{2}O_{6}\cdot H_{2}O}}}